# Ca’ d’Oro

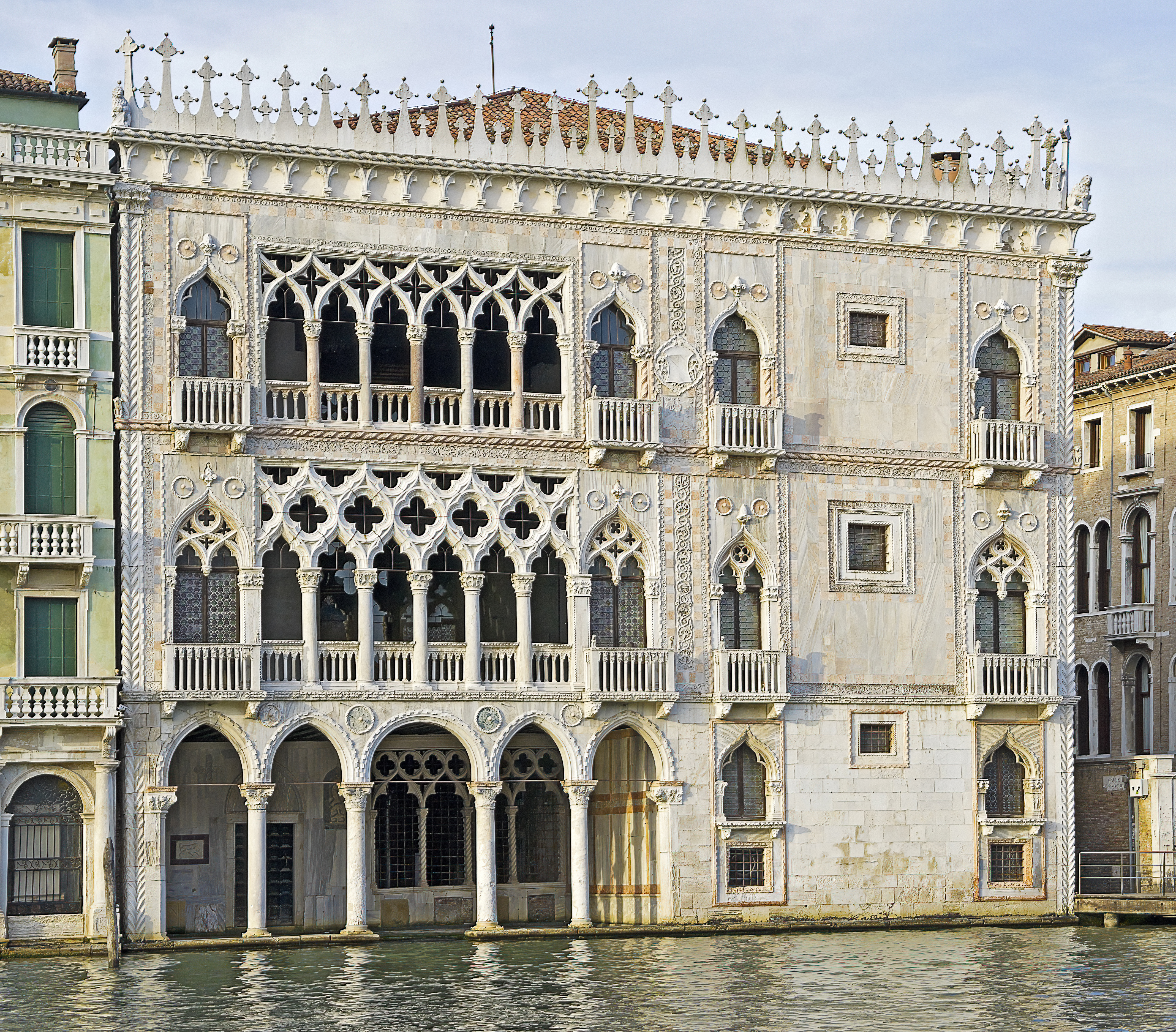
Fassade des Palazzo Ca’ d’Oro vom Canal Grande gesehen

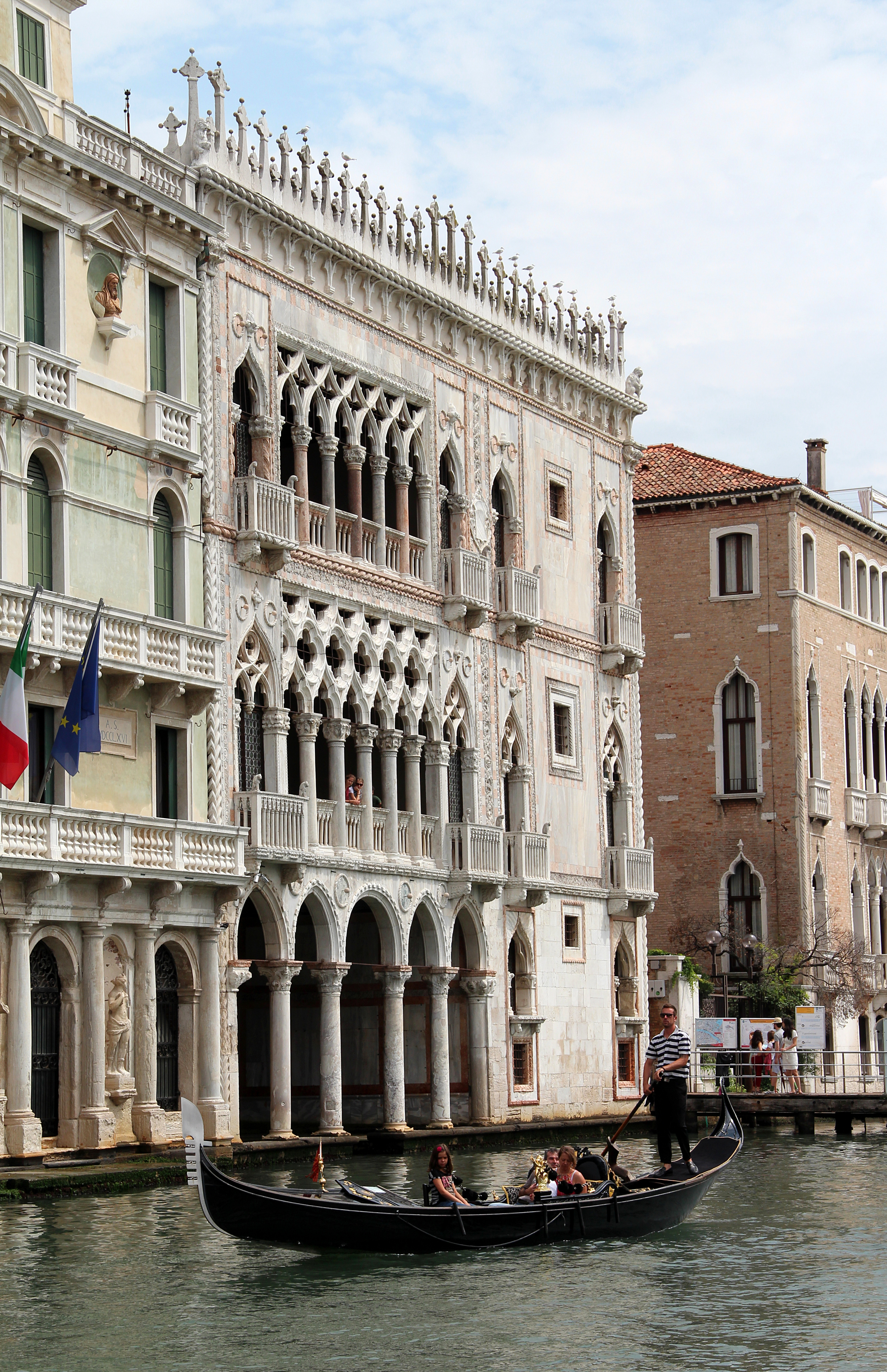
Gondoliere segelt vor dem Ca'd'Oro.

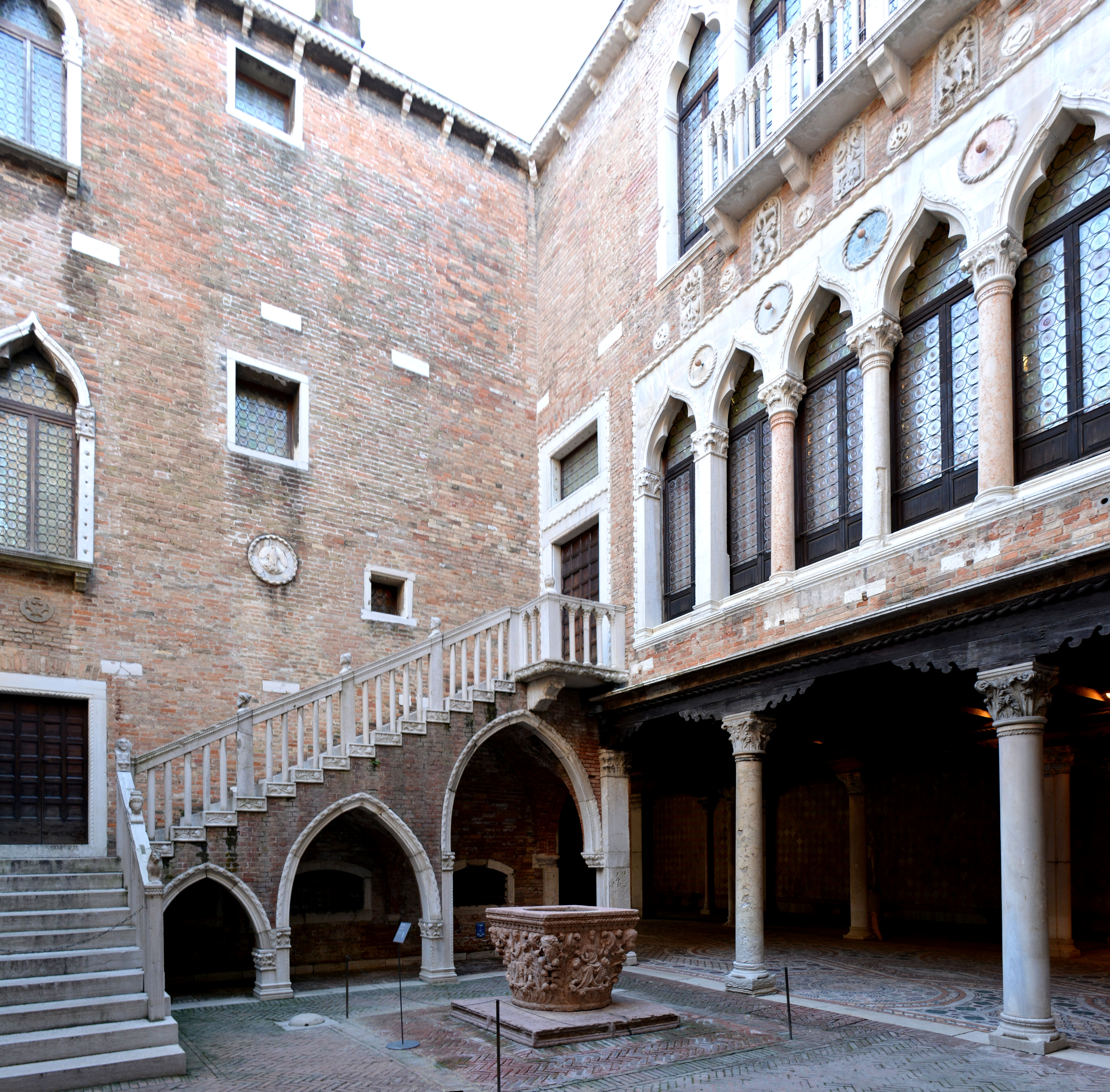
Innenhof

Die Ca’ d’Oro ist ein Palast am Canal Grande in Venedig zwischen dem Palazzo Miani Coletti Giusti und dem Palazzo Giustinian Pesaro. Seinen Namen („Goldenes Haus“) verdankt das Gebäude der aufwändigen Verkleidung aus polychromem Marmor, der ursprünglich großzügigen Bemalung mit Ultramarin und den vergoldeten Steinmetzarbeiten an der Fassade zum Kanal.
Der Palast ist ein bezeichnendes Beispiel für die venezianische Gotik des frühen 15. Jahrhunderts. Die anfängliche Verbindung von Säule und Bogen wurde durch die Einführung des Maßwerkes grundlegend verändert zu der sogenannten „flammenden Gotik“, bei welcher der ehemalige einfache Bogen zu einer Maßwerkform umgedeutet wurde und eine scharfkantige, unruhige, verspielte Profilierung zeigte. Gegen diesen gotischen Einfluss gab es immer Opposition, der auch an dieser Fassade abgelesen werden kann. Das untere Geschoss zeigt eine ganz andere Bogenstellung, die auf die beginnende Renaissance in Venedig hinweist.
Der Palast wurde im Auftrag von Marino Contarini, Prokurator an San Marco, zwischen 1421 und 1442 erbaut. Die Wiederverwendung von großen Teilen des romanischen Vorgängerbaus führte zu einer asymmetrischen Gliederung der Fassade und der Räume. Architekt war Bartolomeo Bon aus Campione d’Italia, die Steinmetzarbeiten wurden unter anderem von Matteo Raverti ausgeführt. Nach dem Untergang der Republik wechselte der Palast mehrmals seine Besitzer. Er wurde vernachlässigt und drohte in seiner Substanz zu verfallen. Im 19. Jahrhundert gehörte er der Tänzerin Maria Taglioni, die das Treppenhaus im Innenhof und die gotischen Balkone zum Hof abreißen ließ.

## Galleria Franchetti in der Ca’ d’Oro
1895 hatte der Baron Giorgio Franchetti, Bruder des Komponisten Alberto Franchetti (beide Erben einer wohlhabenden italienisch-jüdischen Adelsdynastie), die Ca’ d’Oro gekauft, das heruntergekommene Haus aufwändig restauriert und in dem renovierten Bau eine Kunstsammlung untergebracht. 1915 schenkte er Haus und Sammlung dem italienischen Staat. Die Gründung der Galleria Giorgio Franchetti alla Ca’ d’Oro erfolgte mit dem Tod Franchettis im Jahr 1927.
Es wird überwiegend venezianische Kunst von der Gotik bis zum Barock ausgestellt. Neben Gemälden und Skulpturen werden auch kunsthandwerkliche Gegenstände und Teppiche ausgestellt. Die Innenausstattung der Räume zeigt wegen der langen Verwahrlosung nicht mehr das ursprüngliche Aussehen. Einzelne Räume wurden bei der Restaurierung mit Decken aus anderen Palästen ausgestattet. Die Räume selbst sind mit altem venezianischem Mobiliar ausgestattet und vermitteln einen Eindruck vom Glanz venezianischer Wohnkultur.
Zur ständigen Sammlung gehören unter anderem Gemälde von Andrea Mantegna, Giovanni Domenico Tiepolo, Jacopo da Pontormo, van Dyck, Veduten von Francesco Guardi, Skulpturen von Tullio Lombardo sowie die verblassten Überreste der Fresken, mit denen Giorgione und Tizian die Fassade des Fondaco dei Tedeschi bemalt hatten, ausgestellt.